# 克倫 (奇洛埃省)
42°37′19″S 73°46′27″W / 42.62194°S 73.77417°W

克倫（西班牙語：Queilén），是智利的城鎮，位於該國中南部湖大區的奇洛埃省，始建於1778年2月9日，面積223.9平方公里，海拔高度26米，2012年人口5,164人，人口密度每平方公里23人。